# 陳紅勇
陳紅勇（1966年5月1日—），福建泉州人，中國前男子羽球運動員，主攻男子雙打。
陳紅勇曾代表中國參加1988年湯姆斯盃。在與馬來西亞對陣的決賽中，他與陳康搭檔的第二雙打以兩個15:12贏了王明忠/謝順吉組合；協助中國隊以總比分4-1贏得冠軍。
1989年，他與陳康一起贏得世界羽球錦標賽男子雙打亞軍，僅輸給同胞李永波/田秉毅組合。兩人還一起參加了1992年夏季奧林匹克運動會羽毛球比賽男子雙打項目。在那裡，他們在第二輪輸給最終的贏家韓國選手金文秀/朴柱奉組合。1993年，他們獲得世界羽球錦標賽男子雙打季軍。1994年，他們贏得亞洲羽球錦標賽男子雙打冠軍。

## 外部連結
- 陳紅勇在世界羽球聯盟的登錄資料